# Ali Xah
Ali Xah, nascut Ali Mirza Zill al-Sultan (Teheran, 1794 - Kerbela, 1855) fou príncep qajar de Pèrsia i proclamat breument xa a Teheran el 1834 com Ali Xah o Adel Xah. Era germà de pare i mare d'Abbas Mirza.
El xa Fat·h-Alí Xah Qajar va morir a Esfahan el 23 d'octubre de 1834. El primer hereu designat, l'esmentat Abbas Mirza, havia mort el 25 d'octubre de 1833 i Muhàmmad Mirza (d'uns 25 anys), el fill gran d'Abbas Mirza, encara no havia pogut consolidar-se com a hereu i tot i que fou proclamat el 7 de novembre a Tabriz com a Muhàmmad Xah, no tenia fons i les seves tropes estaven a la vora del motí i no va poder anar a Teheran. Ali Mirza, governador de Teheran, es va revoltar llavors i es va proclamar xa a Teheran el 16 de novembre de 1834 i per obtenir el favor popular va repartir 700.000 tumans del tresor imperial; però l'enviat britànic John Campbell va arranjar els pagaments de l'exèrcit i el 10 de novembre les tropes de Tabriz estaven a punt per sortir cap a Teheran; el 5 de desembre de 1834 Husayn Ali Mirza Farman Farma va assolir el títol reial a Siraz; les forces d'Ali Xah, dirigides pel seu germanastre Imam Verdi Mirza, es van rendir a Qazwin i Muhammad va arribar als afores de Teheran el 22 de desembre. Ali va fugir i Muhàmmad Xah va entrar a la capital el 2 de gener de 1835.
A les seves monedes, encunyades a Teheran, apareix com a Sultan Ali Xah. Va viure exiliat a Kerbela fins a la seva mort el 1855 amb 62 anys.